# Spaans kampioenschap waterpolo dames
Het Spaans kampioenschap waterpolo is de hoogste competitie voor waterpolo in Spanje. De organisatie is in handen van de Spaanse Zwembond. De dames spelen competitie sinds 1987.

## Spaanse landskampioenen Dames
| Seizoen   | Club                       |
| --------- | -------------------------- |
| 1987–1988 | Club Natació Molins de Rei |
| 1988–1989 | Club Natació Catalunya     |
| 1989–1990 | Club Esportiu Mediterrani  |
| 1990–1991 | Club Natació Catalunya     |
| 1991–1992 | Club Esportiu Mediterrani  |
| 1992–1993 | Club Esportiu Mediterrani  |
| 1993–1994 | Club Esportiu Mediterrani  |
| 1994–1995 | Club Esportiu Mediterrani  |
| 1995–1996 | Club Esportiu Mediterrani  |
| 1996–1997 | Club Esportiu Mediterrani  |
| 1997–1998 | Club Esportiu Mediterrani  |
| 1998–1999 | Club Esportiu Mediterrani  |
| 1999–2000 | Club Natació Sabadell      |
| 2000–2001 | Club Natació Sabadell      |
| 2001–2002 | Club Natació Sabadell      |
| 2002–2003 | Club Esportiu Mediterrani  |
| 2003–2004 | Club Natació Sabadell      |
| 2004–2005 | Club Natació Sabadell      |
| 2005–2006 | Club Natación Alcorcón     |
| 2006–2007 | Club Natació Sabadell      |
| 2007–2008 | Club Natació Sabadell      |
| 2008–2009 | Club Natació Sabadell      |
| 2009–2010 | Club Esportiu Mediterrani  |
| 2010–2011 | Club Natació Sabadell      |
| 2011–2012 | Club Natació Sabadell      |
| 2012–2013 | Club Natació Sabadell      |
| 2013–2014 | Club Natació Sabadell      |
| 2014–2015 | Club Natació Sabadell      |
| 2015–2016 | Club Natació Sabadell      |
| 2016–2017 | Club Natació Sabadell      |
| 2017–2018 | Club Natació Sabadell      |
| 2018–2019 |                            |

### Meeste titels per club
| Club                       | Aantal | Jaartallen                                                                                     |
| -------------------------- | ------ | ---------------------------------------------------------------------------------------------- |
| Club Natació Sabadell      | 16     | 2000, 2001, 2002, 2004, 2005, 2007, 2008, 2009, 2011, 2012, 2013, 2014, 2015, 2016, 2017, 2018 |
| Club Esportiu Mediterrani  | 11     | 1990, 1992, 1993, 1994, 1995, 1996, 1997, 1998, 1999, 2003, 2010                               |
| Club Natació Catalunya     | 2      | 1989, 1991                                                                                     |
| Club Natació Molins de Rei | 1      | 1988                                                                                           |
| Club Natación Alcorcón     | 1      | 2006                                                                                           |